# Химическое равновесие
Химическое равновесие — состояние  химического обратимого процесса, при  котором скорость прямой реакции равна скорости обратной реакции. Для системы, находящейся в химическом равновесии, концентрации реагентов, температура и другие параметры системы не изменяются со временем.

## Смещение химического равновесия
Принцип работы: если на систему воздействовать, то она противодействует.
Положение химического равновесия зависит от следующих параметров реакции: температуры, давления и концентрации. Влияние, которое оказывают эти факторы на химическую реакцию, подчиняется закономерности, которая была высказана в общем виде в 1884 году французским учёным Ле Шателье.

### Влияние температуры
При увеличении температуры химическое равновесие смещается в сторону эндотермической (поглощение) реакции, а при понижении — в сторону экзотермической (выделение) реакции.
- {\displaystyle {\ce {CaCO3 <=> CaO + CO2 - Q}}}

При повышении температуры равновесие смещается в сторону оксида кальция, при понижении — в сторону карбоната.
- {\displaystyle {\ce {N2 + 3 H2 <=> 2 NH3 + Q}}}

При повышении температуры равновесие смещается в сторону простых веществ, при понижении — в сторону аммиака.

### Влияние давления
При повышении давления химическое равновесие смещается в сторону меньшего объёма веществ, а при понижении — в сторону большего объёма. Этот принцип действует только на газы, то есть если в реакции участвуют твёрдые вещества, то они в расчёт не берутся.
{\displaystyle {\ce {CaCO3 <=> CaO + CO2 ^}}}
При повышении давления равновесие смещается в сторону карбоната кальция, а при понижении — в сторону оксидов.

### Влияние концентраций реагентов и продуктов
При увеличении концентрации одного из исходных веществ или удаления из реакционной смеси продуктов, химическое равновесие смещается в сторону продуктов реакции, и наоборот.
{\displaystyle {\ce {HF <=> H+ + F-}}}
При подкислении раствора (увеличении концентрации H+) или введении соли, содержащей одноименный ион, будет увеличиваться концентрация недиссоциированной кислоты, а добавление щёлочи свяжет H+ в молекулы воды и увеличит концентрацию фторид-ионов.

### Влияние катализаторов на химическое равновесие
Катализаторы не влияют на смещение химического равновесия, так как ускоряют одновременно и прямую и обратную реакцию.